# Titularbistum Chersonesus in Europa
Chersonesus in Europa (ital.: Chersoneso di Europa) ist ein Titularbistum der römisch-katholischen Kirche.
Es geht zurück auf einen untergegangenen Bischofssitz in der römischen Provinz Europa (europäischer Teil der heutigen Türkei). Der Bischofssitz war der Kirchenprovinz Heraclea Perinthus zugeordnet.
| Titularbischöfe von Chersonesus in Europa |                                |                                      |                 |                  |
| Nr.                                       | Name                           | Amt                                  | von             | bis              |
| 1                                         | Carlos María Cafferata         | Weihbischof in Rosario (Argentinien) | 22. Mai 1956    | 11. Juli 1961    |
| 2                                         | Felipe Santiago Benítez Avalos | Weihbischof in Asunción (Paraguay)   | 10. August 1961 | 4. Dezember 1965 |